# Anthony Chiminello
Anthony Chiminello OSFS (* 4. Februar 1938 in San Zeno di Cassola; † 23. November 2002) war Bischof von Keetmanshoop.

## Leben
Anthony Chiminello trat der Ordensgemeinschaft der Oblaten des hl. Franz von Sales bei und empfing am 27. Juni 1965 die Priesterweihe.
Der Papst berief ihn am 28. Mai 1993 zum Apostolischen Vikar von Keetmanshoop und Titularbischof von Numana. Die Bischofsweihe erfolgte am 21. August desselben Jahres durch den Erzbischof von Kapstadt Bonifatius Hausiku ICP; Mitkonsekratoren waren Fernando Guimarães Kevanu, Bischof von Ondjiva, und John Baptist Minderk OSFS, Bischof von Keimoes-Upington.
Johannes Paul II. erhob am 14. März 1994 das Apostolisches Vikariat zum Bistum und Chiminello wurde somit zum ersten Bischof von Keetmanshoop ernannt.